# CoKu Tauri/4
CoKu Tauri/4 o CoKu Tau 4 (HBC 421) es una estrella de la constelación de Tauro. De tipo espectral M1.5, se encuentra a unos 420 años luz de distancia del sistema solar.
CoKu Tauri/4 es una joven estrella pre-secuencia principal T Tauri con una edad estimada de solo 1 millón de años. Su luminosidad es solo el 61% de la luminosidad solar y su masa se estima entre 0,5 y 0,66 masas solares.
CoKu Tauri/4 se encuentra rodeada por un extenso disco de polvo, típico de estrellas muy jóvenes. En 2004 Joel Green y Dan Watson, utilizando el espectrógrafo infrarrojo (IRS) del telescopio espacial Spitzer, detectaron un espacio vacío en el disco circunestelar que rodea la estrella. El hueco tiene aproximadamente 10 UA de diámetro. Se pensaba que estaba originado por un planeta en órbita alrededor de CoKu Tauri/4 que habría barrido una gran parte del material del disco interior, e impedido que el material del anillo exterior cayera hacia la estrella. Se estimaba que la masa del posible planeta sería mayor que 0,1 veces la masa de Júpiter. Se han observado otros discos con bordes y sus correspondientes espacios vacíos, pero en objetos más antiguos y a escalas mayores, como GM Aurigae y HR 4796 A.
Como curiosidad cabe señalar que a fecha de enero de 2007, el planeta de CoKu Tauri/4 ostentaba en el Libro Guiness el récord de planeta extrasolar más joven.
El planeta fue refutado en 2008, cuando la estrella se resolvió con ópticas adaptativas como un sistema de dos estrellas cercanas de casi igual masa con una separación proyectada de 8 UA una de la otra. La cavidad central es, pues, aclarada por las estrellas, no por la influencia gravitacional de un planeta.